# Ана Фенингер
Ана Фенингер Файт (на немски: Anna Fenninger Veith) е австрийска състезателка по ски алпийски дисциплини, олимпийска шампионка в супер-гигантския слалом и сребърна медалистка от Сочи 2014, световна шампионка в суперкомбинацията през 2011 г. Състезава се във всички алпийски дисциплини, освен слалом. Има осем победи за Световната купа. Най-постоянните ѝ резултати са в супер-гигантския слалом.  Най-добра млада спортистка на Австрия за 2011 г. 

## Кариера
Ана Фенингер е родена на 18 юни 1989 г. в Аднет, провинция Залцбург, Австрия. Дебютира в състезание за Световната купа на 11 ноември 2006 г., участвайки в слалома в Леви, Финландия. Не се класира или завършва нито едно от първите си 6 състезания, които са в дисциплините слалом, гигантски слалом и суперкомбинация. В седмия си старт, гигантски слалом в Кортина д'Ампецо, Италия, за първи път завършва състезание – на 16-а позиция. Това е единственото състезание от десетте през сезона, което Фенингер завършва. Завършва 108-а в крайното генерално класиране за сезона и 40-а в гигантския слалом. 
През следващия сезон (2007/08) Фенингер участва в 16 състезания. Вече участва и в супер-гигантски слаломи, като единствено не участва в спускания. Завършва седем от състезанията, а най-доброто ѝ класиране е четвъртото място на суперкомбинацията в Санкт Антон (Арлберг), Швейцария, на 22 декември 2007 г. Завършва на 60-о място в крайното генерално класиране за сезона, а най-добрата ѝ дисциплина е суперкомбинацията, в която заема 14-о място в крайното класиране. 
През сезон 2009/09 Фенингер участва в 28 състезания във всички дисциплини. Успява да се класира шест пъти сред първите десет и един път се качва на подиума – завършва на второ място в супер-гигантския слалом в Кортина д'Ампецо. Завършва на 20-о място в крайното генерално класиране за сезона, а най-добрата ѝ дисциплина отново е суперкомбинацията, в която заема 7-о място в крайното класиране. На световното първенство във Вал д'Изер, Франция, през 2009 г. Фенингер завършва четвърта в супер-гигантския слалом, седма в суперкомбинацията, отпада от спускането и завършва на 32-ро място в слалома. 
През олимпийския сезон 2009/10 отново участва в 28 състезания. Постига три класирания сред първите десет, а най-доброто ѝ класиране е 4-то място в супер-гигантския слалом в Лейк Луис, Канада. Завършва 25-а в спускането и 16-а в суперкомбинацията и супер-гигантския слалом. Завършва на 26-о място в крайното генерално класиране за сезона, а най-добрата ѝ дисциплина отново е суперкомбинацията, в която заема 6-о място в крайното класиране. През февруари 2010 г. участва в състезанията по алпийски ски на зимните олимпийски игри във Ванкувър, Канада. 
През сезон 2010/11 участва в 22 състезания, като в дванадесет от тях е сред първите десет. Всичките ѝ класирания сред десетте най-добри са в спускането, супер-гигантския слалом и суперкомбинацията (с изключение на паралелния слалом, т.нар. градско състезание в Мюнхен). Постига две трети места – на спускането в Цаухензе, Австрия, на 8 януари 2011 и на супер-гигантския слалом в Кортина д'Ампецо на 21 януари. Завършва на 12-о място в крайното генерално класиране за сезона, а най-добрата ѝ дисциплина е спускането, в която заема 6-о място в крайното класиране. Завършва седма в супер-гигантския слалом и девета в суперкомбинацията в крайното класиране. На световното първенство в Гармиш-Партенкирхен завършва 5-а в супер-гигантския слалом, печели първата си световна титла в суперкомбинацията и завършва 17-а спускането. 
През сезон 2011/12 печели първата си победа в състезание от Световната купа – гигантският слалом в Лиенц, Австрия, на 22 декември 2011. Завършва три пъти втора и два пъти трета в общо 28 състезания. Всичките ѝ класирания на подиума са в гигантския и супер-гигантския слалом. Завършва на 5-о място в крайното генерално класиране за сезона, а най-добрата ѝ дисциплина е супер-гигантския слалом, в която заема 3-то място в крайното класиране. Завършва четвърта в крайното класиране на гигантския слалом. 
През следващия сезон участва в 23 състезания, печели три победи (на 28 декември 2012 на гигантския слалом в Земеринг, Австрия; на 3 март на супер-гигантския слалом в Гармиш-Партенкирхен и на 9 март на гигантския слалом в Офтершванг, Германия), два пъти завършва втора и три пъти – трета. Завършва на 3-то място в крайното генерално класиране за сезона, а най-добрата ѝ дисциплина е гигантският слалом, в която заема 2-ро място в крайното класиране. Завършва трета в крайното класиране на супер-гигантския слалом и осма в спускането. На световното първенство в Шладминг, Австрия, през 2013 г. отпада от супер-гигантския слалом и суперкомбинацията, завършва 11-а в спускането и печели бронзов медал в гигантския слалом. 
През олимпийския сезон 2013/14 стартира в 18 състезания преди Олимпиадата, като печели гигантския слалом в Лиенц и завършва още пет пъти на подиума. 
На Зимните Олимпийски игри в Сочи 2014 г. Ана Фенингер печели златен медал в супер-гигантския слалом, а три дни по-късно, печели и сребърен медал в гигантския слалом. 
В следолимпийските състезания, Ана Фенингер продължава да е в много добра форма, печели три старта, прави поредица от добри класирания (по същото време, в състезанието по спускане в Ленцерхайде контузия изважда от спора за титлата Мария Рийш) и събира достатъчно точки, с които печели малкия кристален глобус в дисциплината гигантски слалом, както и Големия кристален глобус – световна титла в общото класиране за сезона при жените, а в дисциплините спускане и супер-гигантски слалом завършва на второ място. 

## Обществени ангажименти
Ана Фенингер подкрепя активно фондация „Доминик Брунер“ и неправителствената организация „Cheetah Conservation Fund“ в Намибия.